# Caso Martin Guerre
El caso Martín Guerre es un famoso caso de impostura judicial. Varios años después de que Martin Guerre, un campesino francés del siglo XVI  abandonara a su esposa, su hijo y su pueblo, apareció un hombre que decía ser él. Vivió con la esposa y el hijo de Guerre durante tres años. El falso Martin Guerre fue finalmente sospechoso de la suplantación de identidad. Fue juzgado, se descubrió que era un hombre llamado Arnaud du Tilh y fue ejecutado. El verdadero Martin Guerre había regresado durante el juicio. El caso continúa siendo estudiado y dramatizado hasta el día de hoy. La historia se publicó muchas veces y se difundió por toda Europa.

## Los hechos

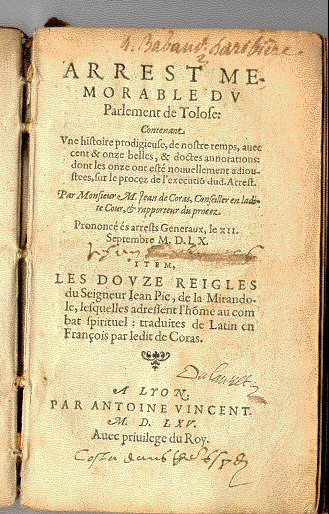

Según Jean de Coras, De L´arrét mémorable du parlament de Toulouse, contenant une histoire prodigieuse, Martín Daguerre nació alrededor de 1524 en la ciudad vasca de Hendaya. En 1527, su familia se trasladó al pueblo de Artigat, en los Pirineos del suroeste de Francia. Cambiaron su nombre a Guerre. Cuando tenía unos catorce años, Martín se casó con Bertrande de Rols, hija de una familia acomodada. El matrimonio no tuvo hijos durante ocho años hasta que nació un hijo.
 

En 1556 se presentó en el lugar un hombre completamente igual a él, del mismo tamaño, de las mismas facciones y señales particulares: una cicatriz en la frente, un defecto dental, una mancha en la oreja izquierda etc. y que se hacía pasar por el verdadero Martin Guerre. La mujer, que no había podido volver a casarse legalmente, se puso muy contenta, así como su hijo, y le dio crédito. Le acogió en sus brazos y en su tálamo y todo fue a maravilla. Este individuo conocía muchos detalles de la vida de Martín Guerre y así convenció a la mayor parte de sus paisanos, su tío, sus cuatro hermanos y a Bertrande y a su hijo de que era el verdadero Martin Guerre, aunque algunas dudas subsistieron. El nuevo Martin Guerre vivió tres años con su familia y tuvo dos hijas, de la que una sobrevivió. Reclamó además la herencia de su padre, muerto durante su ausencia, e incluso entabló un pleito contra su tío por una parte de esta herencia. El tío, Pierre Guerre, que estaba casado con la madre de Bertrande vuelta viuda durante la ausencia de Martin, se volvió de pronto y súbitamente suspicaz, quién sabe si por perder su derecho a la herencia. Él y su mujer intentaron convencer a Bertrande de que Martin era un fraude, ya que el verdadero había perdido una pierna en la guerra. Pierre intentó incluso asesinar al nuevo Martin, pero Bertrande se lo impidió. En 1559 Martin fue acusado de incendio premeditado y de impostura; Bertrande permaneció a su lado y fue absuelto. 

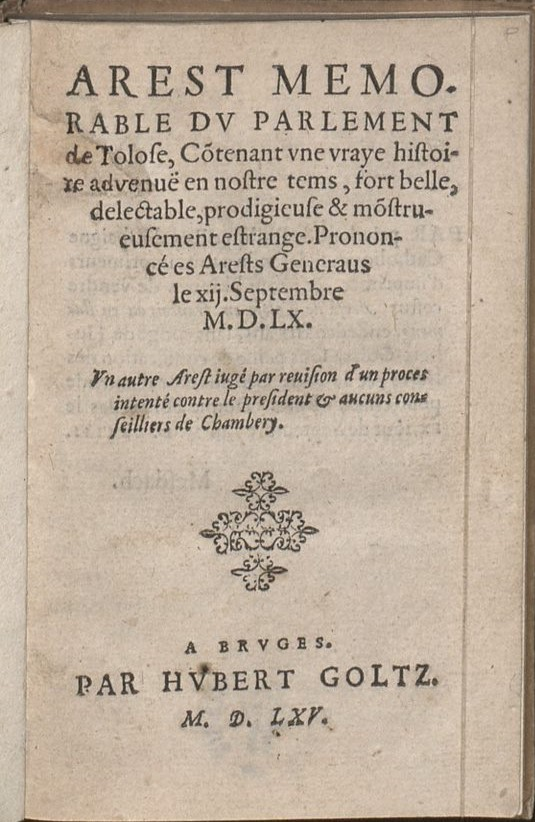
La historia de Martín Guerre, publicada por Hubertus Goltzius en 1565. Conservado en la Biblioteca Pública de Brujas.

Pero pasados tres años, gracias a las pesquisas de Pierre, se supo que este marido de pega se llamaba Arnaud du Thil, alias "Pansette", vivía en un pueblo vecino, poseía un milagroso parecido con Martín Guerre y había sabido embaucar a todo el mundo y principalmente a la esposa de Martin Guerre. El proceso quedó indeciso y pasó de Rieux a Toulouse, donde el escritor Michel de Montaigne, según señaló en su ensayo Los cojos, asistió al juicio y encontró que la sentencia del juez Jean de Coras fue excesiva. Allí reapareció el verdadero Martin Guerre con su pierna de madera. De veinticinco a treinta testigos, nueve o diez aseguraron que el impostor era Martin Guerre y siete u ocho que era Du Thil, y el resto, vacilaba. Al fin se resolvió el caso y el impostor fue colgado ante la casa del verdadero Martín Guerre. Al cabo reconoció que había tenido la idea después de que dos personas le confundieran con Martin Guerre y había procurado saberlo todo sobre él, fuera de haberse ayudado con dos cómplices para los detalles. El verdadero Martin Guerre había ido a España para servir a un cardenal, y después había ingresado en el ejército de Pedro de Mendoza. Participó en la campaña de Flandes y perdió la pierna en la batalla de San Quintín.

## Obras basadas en el caso
Este suceso dio motivo a numerosas narraciones literarias y cinematográficas y a todo tipo de disquisiciones jurídicas. Dieron cuenta del proceso Guillaume "le Sueur" y el ya citado Jean de Coras, que fue uno de los jueces en Toulouse. Menciona el caso Montaigne en sus Ensayos, Alejandro Dumas lo incluyó en su colección de "Crímenes célebres", así como Janet Lewis (La esposa de Martín Guerre), Rubén Darío un cuento y Frank Cossa una obra teatral. Actualmente se piensa que Bertrande tomó parte pasiva o activa en el fraude, ya que tenía necesidad de un marido y fue bien tratada por Arnaud. 
El filme de 1982 Le Retour de Martin Guerre, realizado por Daniel Vigne con Gérard Depardieu y Nathalie Baye es una versión fiel salvo el fin ficticio en que Bertrande cuenta sus motivos. Un remake de esta película es el film estadounidense Sommersby, protagonizado por Jodie Foster y Richard Gere.
Este largometraje despertó mucho interés en sus contemporáneos. Se pueden observar cómo son las relaciones interpersonales; el problema de la identidad colectiva y personal, es decir, la capacidad de acción, libertad y decisión; puede salirse de aquello común y preestablecido y a qué precio. 
La historiografía tradicional ha abordado el tema de la sociedad campesina a lo largo del siglo XVI y lo ha valorado o clasificado bajo un interés marginal, con un componente inmóvil, laborioso y pasivo, en contra de una sociedad dinámica, próspera e innovadora. Aparecen tanto en el imaginario colectivo urbano como en la película, como personas incultas, ignorantes, feas, como personas que no tienen cabida alguna en las ciudades del tiempo.  
En cuanto a la tierra, se observa que aquella perteneciente a la familia de Martin Guerre es un alodio, es decir, un recinto alrededor de la casa que se usa como huerto particular. Este tipo de tierra es privada, no perteneciente a una autoridad superior. Igualmente, los campesinos pueden usar los campos abiertos y libres para el uso común.  
El machismo está presente en toda la obra, apareciendo en mayor o menor grado. De esta forma, se observa en una de las escenas cómo la esposa de Martin lava sus pies. También se muestra con la siguiente frase: "cuando manden las mujeres en la guerra, será el fin del mundo".  
En el caso de la familia, se observa una familia común del Antiguo Régimen con el autoritarismo del pater familias y la frialdad de las relaciones entre el padre y los hijos, que muchas veces incluso derivan en unas relaciones machistas y violentas. Por otro lado, se observa una familia múltiple o comunitaria, ya que además de Martin y Bertrande, en la misma casa conviven también su madre y el tío de este.  
El matrimonio sigue un modelo precoz, común para la Europa oriental, sur-oriental y el área mediterránea. Ambos conviven en casa del padre del novio.  
En cuanto al momento de contraer nupcias, se observan características propias del periodo después del decreto de Tametsi (1563), en el cual se establecen las bases del matrimonio moderno. Los anillos, por ejemplo, se entregan por el párroco: de esta forma, la Iglesia queda como testigo y garante del vínculo entre los novios. Además, se ve el carácter sacramental del matrimonio, como pacto entre dos seres humanos, Dios y la Iglesia. Por otro lado, se observa que la dote de Bertrande se anota ante un notario, y aquí es cuando el padre del novio afirma que se está haciendo un "trato bien encaminado".  
La película muestra elementos de la vida cotidiana campesina de una manera muy realista, constituyendo de esta forma un documento histórico muy verídico y digno de consulta. En este largometraje se pueden observar elementos muy diversos presentes en la sociedad del momento, que pueden ayudar a entender de una forma más clara y concisa las personas y sociedad del siglo XVI. 
Aparte de en la historia, donde ha habido numerosos impostores asociados con frecuencia a posturas redentoras (véase por ejemplo Sebastianismo o Mesianismo), o bien ha sido explotado para debilitar la legitimidad o el poder de los gobernantes (falsos zares, falsos héroes, falsos emperadores, gemelos desconocidos de reyes, etc.), el tema del impostor ha dado siempre mucho juego literario y metaliterarios se encuentra ya en Don Quijote de la Mancha, de Miguel de Cervantes, en Jorge Luis Borges y en el tema de la poesía anglosajona del doble, surgido en el siglo XIX como manifestación de la represión victoriana y las dudas de identidad existencial de la mesocracia burguesa.

## Interpretaciones
En 1983, la profesora de historia de la Universidad de Princeton, Natalie Zemon Davis, publicó una exploración detallada del caso en su libro The Return of Martin Guerre. Argumentó que Bertrande había aceptado el fraude de forma silenciosa o explícita porque necesitaba un marido en esa sociedad y el impostor la trataba bien. Davis señaló como evidencia de esta teoría la improbabilidad de que una mujer confundiera a un extraño con su marido, el apoyo de Bertrande a Arnaud hasta (e incluso parcialmente durante) el juicio y su historia compartida de intimidad, probablemente preparada de antemano.
El historiador Robert Finlay ha criticado las conclusiones de Davis, argumentando que Bertrande fue engañada (como creían la mayoría de sus contemporáneos, incluidos los jueces del juicio) después de la larga ausencia de su marido. Pensó que Davis intentó superponer al relato histórico un modelo social moderno de una mujer independiente que toma sus propias decisiones. Señala la improbabilidad de que Bertrande acusara a su propio cómplice de fraude, ya que correría el riesgo de tener que defenderse de cargos de adulterio o falsa acusación.
Davis publicó una respuesta a los argumentos de Finlay, llamada "On the Lame", en el mismo número de The American Historical Review en junio de 1988.